# 卡尔萨学院
31°38′02″N 74°50′08″E / 31.633892°N 74.835554°E
卡尔萨学院（英語：Khalsa College；旁遮普語： khālsā kālaj）是印度北部旁遮普邦阿姆利则市一所历史悠久的教育机构。 建于1892年，校园占地300-英畝（1.2-平方），位于阿姆利则-拉合尔公路（大幹道的一部分），距离市中心约8公里,毗邻纳那克大学（Guru Nanak Dev University）校园。
卡尔萨学院成立于英属印度时期，为旁遮普邦的锡克教徒和旁遮普人提供高等教育。阿姆利则、拉合尔等旁遮普城市的锡克人筹集资金并捐赠土地。校园建筑由著名建筑师拉姆·辛格（Ram Singh）设计，完成于1911-12年。其建筑风格是英国、莫卧儿和锡克教建筑的混合。

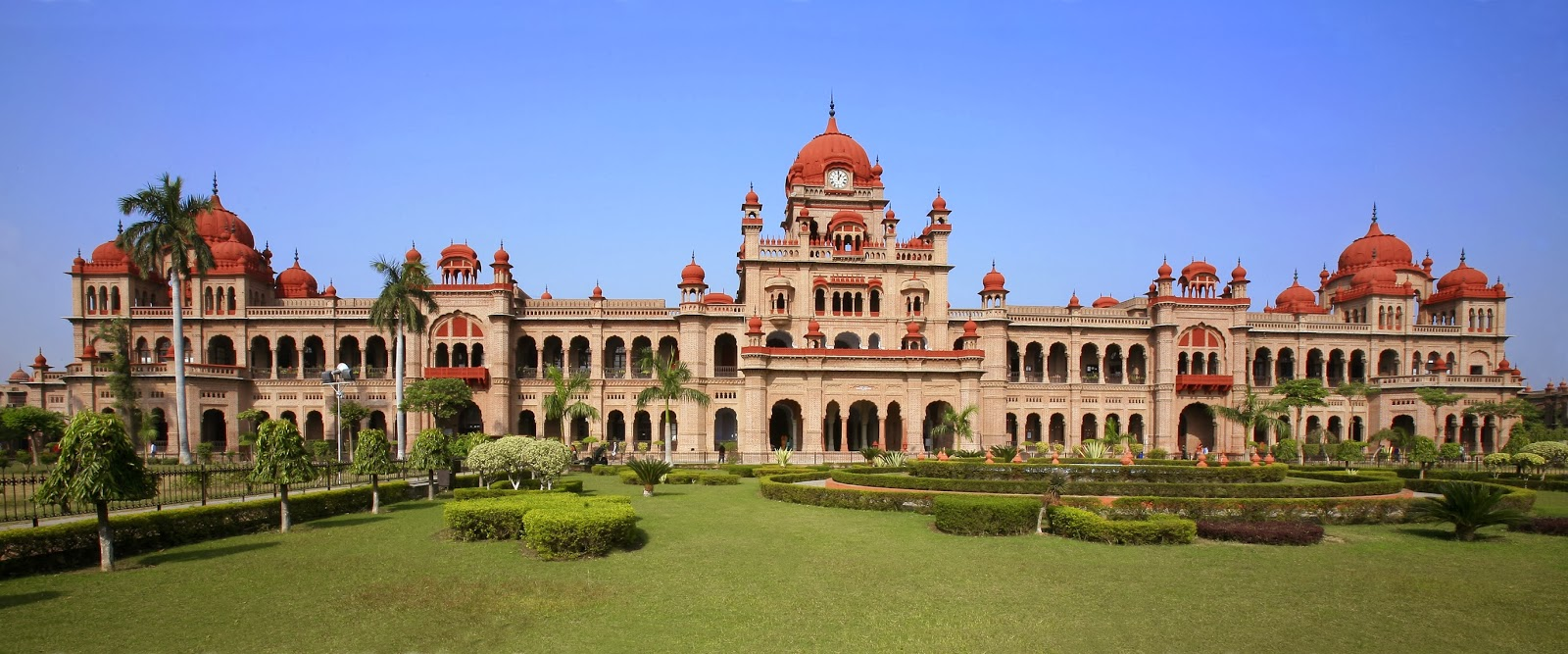
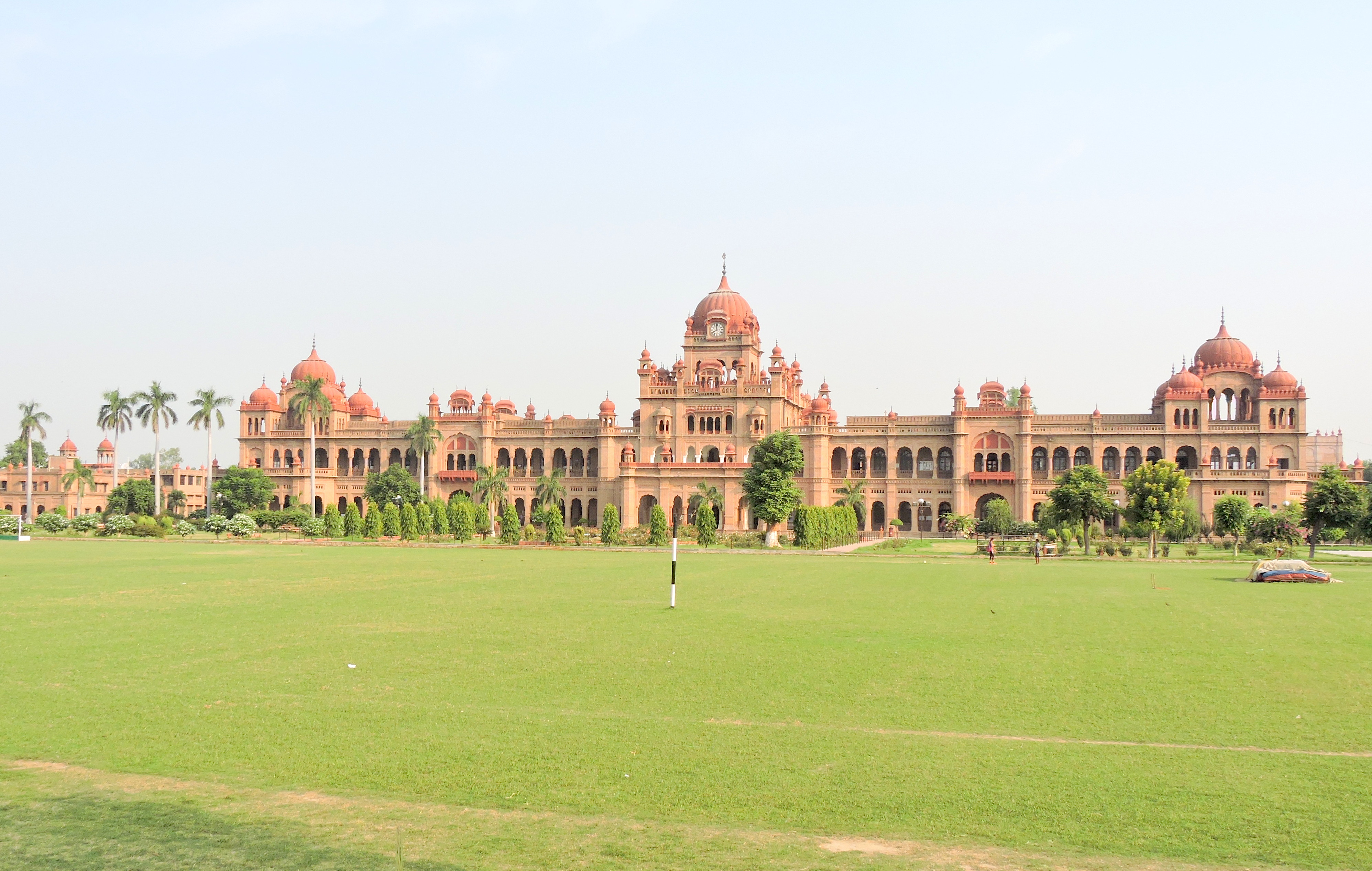

卡尔萨学院设有以下学院：
- 人文社会科学学院
- 商业与工商管理学院
- 理学院
- 农学院
- 计算机科学研究所